# فراشة نطاطة ذات فلقتين
فراشة نطاطة ذات فلقتين (الاسم العلمي: Urbanus)، جنس فراشات من فصيلة الفراشات النطاطة وفُصيلة فراشات نطاطة ذات فلقتين. وكانت مُصنفة سابقًا كقبيلة ضمن فراشة نطاطة منتشرة الجناح. يمتد موطنها من جنوب الولايات المتحدة إلى أمريكا الجنوبية.